# Acalymma peregrinum
Acalymma peregrinum es un coleóptero de la familia Chrysomelidae. Fue descrita en 1892 por Jacoby.
Mide 4 mm. Se encuentra en el sur de Estados Unidos y en México.